# Baad, Dharwad
Baad là một làng thuộc tehsil Dharwad, huyện Dharwad, bang Karnataka, Ấn Độ.